# Las bodas de la semejanza
Las bodas de la semejanza es un ensayo escrito por el historiador norteamericano John Boswell en 1996 y publicado en español por Muchnik Editores en 1996.
Obra que le toma doce años de su vida y complementa a su anterior ensayo Cristianismo, tolerancia social y homosexualidad en donde examina y explica a través de la documentación histórica las ceremonias paleocristianas denominadas "de hermanamiento" mediante las que se unían a dos personas del mismo sexo, hombres, acorde a los documentos, en un ritual equivalente al de los matrimonios heterosexuales.
Boswell defiende que la iglesia primitiva era muy tolerante con las relaciones tanto eróticas como emocionales entre hombres y que además las oficializaba y las santificaba mediante una ceremonia de hermandad.
- Datos: Q5970931